# Reggaeton

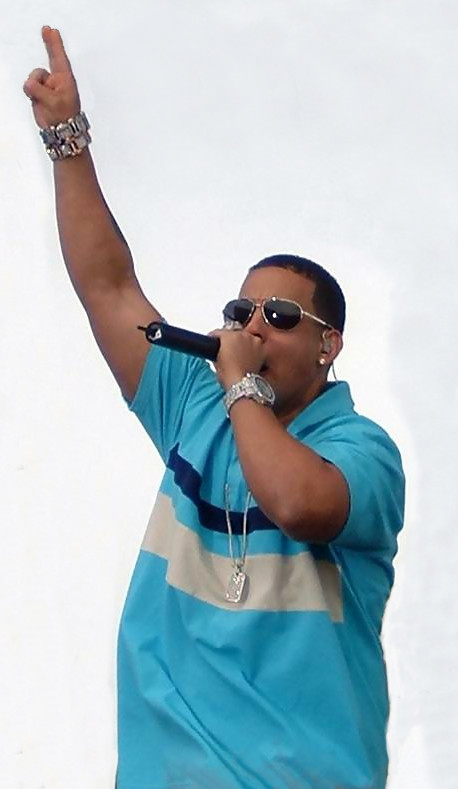
Daddy Yankee, cantant de reguetó

El reggaeton o reguetó (originàriament reggaeton, derivat al castellà en reguetón) és una expressió musical urbana que té els seus orígens en la música llatinoamericana. El so prové del reggae espanyol de Panamà. El gènere va ser inventat, format i donat a conèixer a Puerto Rico, d'on va adoptar el seu nom, així com ho són la majoria dels seus artistes. Després de la seua popularització l'any 2004, es va estendre a Amèrica del Nord, les audiències europees, asiàtiques i africanes.
El reguetó combina influències musicals jamaicanes del dancehall, amb llatinoamericanes, com ara la salsa, el hip hop llatinoamericà i l'electrònica. Les veus inclouen versos cantats i rapejats, generalment, en castellà. Les lletres tendixen a derivar del hip-hop en lloc del dancehall. Majoritàriament es caracteritzen per l'ostentació, l'egoisme i l'alta càrrega sexual, trets que li ha generat grans controvèrsies com també una gran popularitat. Les majors crítiques han girat entorn de l'objectivització del cos de la dona amb interessos sexuals com a mostra del masclisme inherent d'aquest estil de música.
Mentre pren influències del hip-hop i del dancehall jamaicà, el reguetó no és precisament la versió hispana o llatinoamericana d'aquests gèneres musicals, ja que té el seu propi ritme i tempo, mentre que el hip-hop llatinoamericà és simplement hip-hop gravat per artistes d'ascendència llatinoamericana. L'específic "riddim" que caracteritza el reggaeton es coneix com a "Dem Bow". El nom prové de la cançó de dancehall de Shabba Ranks que va popularitzar per primera vegada el ritme a la dècada de 1990 i que aparïx al seu àlbum Just Reality.
La controvèrsia envolta el perreo o gosseig, un ball amb explícites connotacions sexuals que es realitza amb la música reguetó. El gosseig, la música reguetó i la cultura predominantment de classe baixa que se'n deriva van ser objecte de controvèrsia nacional a Puerto Rico a mesura que es feia cada vegada més popular i disponible.
Cal destacar que el ritme del reguetó és sovint repetitiu.

## Etimologia
Segons Saül Escalona el mot reguetó és adoptat a Puerto Rico als anys 1990 per a designar originàriament una forma o mena de fer música underground. Etimològiament és un mot derivat. Regue, de l'anglès reggae, s'afig a town, de l'anglès "ciutat", i deriva en reggaetown, llegit i adaptat al castellà com a reggaetón, que en aquesta llengua vol dir "regue en gran". Town és una paraula anglesa que significa ciutat i, per tant, el reguetó, adaptació catalana derivada del castellà, és un tipus de regue de ciutat. Dit altrament, és un subgènere de la música urbana.

## Dissecció del reguetó

### El dembow
El reguetó es caracteritza per una base percussiva pròpia que s'extreu del dancehall i que porta el nom de dembow. És un compàs a quatre temps que definix el reguetó. Dona consistència i identitat al gènere. S'apropa a la batxata sense ser exactament batxata. És ben bé un derivat dels sound systems de Jamaica. És a dir, és una transformació del dembow jamaicà, ritme produït pels punxa discos de dancahall jamaicans, visible a les produccions de Steely & Clevie. En aquest sentit es podria dir que és una variació dels ritmes extrets de Dennis the menace, productor de Nando Boom.
El resultat final s'ha obtingut a partir de la distil·lació dels ritmes llatins a partir de la informàtica. El gènere és de fet el fruït de la perfecció (samplers i seqüenciadors) que aporta la informàtica a principis dels anys 2000 sobre les tècniques i ritmes llatins.
El terme dembow s'extreu de la cançó interpretada per Shabba Ranks i llançada als anys 1990 titulada Dem Bow. És una paraula patuesa, llengua parlada a Jamaica. L'emprava Shabba Ranks tot i que el reguetó l'accelera tot accentuant una combinatòria de 3-3-2 per a un tempo de 4/4 amb l'ús de bombos. A la pràctica el dembow s'obté amb una caixa de ritmes.

### El gosseig
El ball prové del dancehall i quan s'aplica per primer cop al reguetó és fa dins un ànim anti-colonialista, però al mateix temps un ambient homofòbic. El perreo o gosseig en català, fins i tot twerking, nom que rep el ball, ha estat paradoxalment un element de democratització de l'enculada com a pràctica sexualment acceptada i no estigmatitzada.
Inicialment es parla de dembow per a nomenar el ball. Traduït al català, aquest terme vol dir "ells s'hi inclinen" i en boca de Shabba Ranks és un insult utilitzat per a denigrar el colonitzador europeu, tractant-lo d'homosexual. A la cançó amb què popularitza el gosseig, Shabba Ranks (Dem Bow) diu "aixeca les mans si saps que no t'hi inclines" [trd.]. És un cant d'alliberament anti-colonial que pretén donar "llibertat als negres" [trd.] (S. Ranks).
La inclinació es referix a la postura del gos que trobem al Kamasutra i que practica habitualment la població homosexual quan fa sexe. Quan arriba a Panamà és en mans de Nando Boom (Ellos Benia) i El General (Son Bow) que retrobem aquest gosseig. Tanmateix, el refregament del cul amb el sexe del company de ball no és una idea homofòbica, prové del dancehall que fa d'aquest ball un ritual de seducció entre home i dona.
El ball acaba sent una veneració a l'enculada d'europeus, responsables de la tracta de població de color negre durant les colonitzacions. El Carib fou efectivament un dels focus on més s'hi va practicar l'esclavisme. El llegat colonial pesa en aquest cas de forma molt important dins l'imaginari col·lectiu del Carib, lloc on va néixer el reguetó. El canvi de temàtica del reguetó, inicialment una cançó protesta contra l'Imperialisme americà, a favor d'una promoció del sexe, fa que la lluita social s'abandone i el gosseig s'assimile a l'enculada de dones en signe despectiu, perquè és sota el significat homofòbic que s'arrela la connotació general del ball.
Segons Saül Escalona la salsa també tenia una connotació masclista quan va ser introduïda al mercat. Així el reguetó seguïx una línia d'ascens de popularitat similar a la salsa.

### Les tiraderes
El lloc d'incubació del reguetó foren les tiraderes. Es tracta de locals que es preparaven a Panamà i Puerto Rico per a acollir-hi baralles de galls. Dins no s'hi cantava pas rap, més aviat reguetó. Són doncs freestyles en reguetó. Durant el germen del reguetó, les tiraderes es feien entre països. Molts artistes panamenys responien als portoriquens i efecte contrari.
Aquestes baralles de galls han acabat caracteritzant el gènere. Quan el reguetó entra en auge la música pop redobla els featurings que és el nom amb què es designa una baralla cantada en el reguetó. És a dir, una cançó de reguetó normalment s'hi canta entre dos, home i home, dona i dona o dona i home. L'un respon a l'altre i això és el featuring. L'hegemonia del reguetó als anys 2010 fa que gairebé tota la música pop s'hi adaptés.

### Estètica ostentosa
El reguetó és un gènere que adopta a nivell estètic les maneres de fer de la música urbana. Aquesta agafa l'ostentació com a signe de malestar i reivindicació d'una vida millor. En efecte, el gènere neix als barris pobres dels EUA. La misèria i la pobresa fa que el hip hop s'acoste sovint a una estètica ostentatòria que és un oposat a allò que són els barris que han vist néixer el rap.
L'oposat vol ser en aquest cas una exhibició de l'èxit dels pobres. Atès el racisme sistèmic amb què els EUA han tractat històricament la població afroamericana, el rap ha volgut regirar les tornes quan ha aparegut. Així ha fet del xandall una exhibició d'èxit, d'un trencament de murs entre blancs i negres. Els barris pobres de Nova York, on nasqué el rap, eren sovint habitats per població negra. La classe mitjana era blanca, vivia separada dels negres i és ací també on rau la significació de l'ostentació del hip hop.
El reguetó reprèn aquesta dinàmica i fa de l'ostentació un mode de reivindicació contra l'Imperi americà. Vol ser l'èxit del regue castellà, és a dir, l'èxit dels llatins sobre el rap anglosaxó. Però, no contrastant això, aquesta exhibició a ultrança d'elements ostentatoris als videoclips no deixa de ser una demostració de malestar.

### Reivindicació anti-imperialista
El reguetó es coneix inicialment a Panamà com a regue en castellà. Si més no així mateix va ser categoritzat quan tan sols l'escoltaven portoriquenys i panamenys. Segons Saül Escalonada, el reguetó es vol cantat en castellà perquè és una reivindicació "contra el sistema babilònic" [trd.], és a dir, contra l'Imperi americà.
Panamà és un estat independent que ha estat tutelat pels EUA. A la seua història el país ha estat objecte nombroses vegades d'ingerències vingudes dels EUA. L'Imperi americà acumula ingerències durant tota la segona meitat del segle XX a Centreamèrica. El Carib ha estat especialment tocat per les polítiques imperialistes dels EUA. Això ha conduït amb el ròssec del temps a un recel envers els EUA i que el reguetó ha traduït en forma de reivindicació lingüística.
Així el reguetó es cantava inicialment i volia ser cantant únicament en castellà com a signe de lluita i resistència contra l'Imperi americà. No debades, amb el seu auge, el gènere ha hagut de comercialitzar-se igualment a l'anglès, fet que li ha tret tot el rerefons polític que tenia. El reguetó ha acabat fent del sesquisme entre l'anglès i el castellà un signe identificatori. En efecte, per a accedir sovint a les ràdios i mitjans de comunicació anglosaxons, la indústria llatina de la música no ha pogut desfer-se de l'anglès i ha tendit a traduir-s'hi.

### Lletrisme masclista
El reguetó és inicialment masclista. Quan arriba al seu auge provoca polèmica a causa del maltracte amb què el seu contingut lletrista tracta les dones. El missatge misogin del reguetó sembla haver-ne estat una característica i inicialment va provocar problemes per a la seua difusió. Països com ara Guatemala, Puerto Rico o Colòmbia volgueren prohibir-lo. El gènere és molt mal vist tot just eixir de Panamà.
En arribar al seu auge el reguetó com a gènere de música va continuar a tenint problemes per a ser difós en alguns cercles radiofònics. En festes majors o a la mateixa televisió, el reguetó va ser molt mal vist. Nombrosos estudis universitaris tenen llavors el costum de disseccionar el seu masclisme. Tanmateix, és igualment amb el seu auge que aparïxen formes menys misògines. L'accés de les dones al reguetó fa que de miqueta en miqueta es comercialitzen cançons on la dona pren el rol empoderador i no és una submisa de l'home.

### Cultura de l'oralitat
En voler ser un tipus de regue cantat en castellà i rapejat, el reguetó promou una certa cultura de l'oralitat. El cant dins una cançó de reguetó balla entre el rap i el cant. És a dir, no tenim ben bé un cant rapejat, sinó que és a mig temps entre el rap i el cant. Això és així per l'oralitat que promou el reguetó, aconseguida amb les tiraderes.
El resultat final és d'una poètica pobre malgrat que ben sonant. En efecte, el reguetó dona prioritat a l'oralitat, que vol dir, dona prioritat a un contingut lletrista que pense com sonar bé, en lloc de nodrir-se de poètica. Dit d'una altra manera, el contingut lletrista no busca abandonar-se en la formació de metàfores i frases recargolades però literàriament (literatura) boniques, més aviat cerca poder sonar bé a l'orella en detriment d'aportar poesia al lletrisme.
Dins el camp de la lingüística, l'oralitat com a forma d'expressió ha estat sovint malvista, menystinguda a favor del discurs escrit. Recentment els estudis en lingüística han sabut veure la importància del discurs parlat, malparlat en aquest cas. La societat de principis del segle XXI es va anar decantant més i més cap a la cultura oralitzadora degut a l'accés massiu a les xarxes socials i a l'enviament de missatges de text mitjançant aplicacions de missatgeria instantània. Això va desplaçar el discurs escrit a favor d'un discurs mig entre l'oralitat i l'escriptura. D'aquesta forma es podria dir que el reguetó és en aquest sentit un reflex de la societat que el va produir.

## Història del reguetó

### Naixement del gènere
El reguetó neix als anys 1990 als barris pobres de Panamà. Però quan el trobem en aquest país, és ja una forma mig definida del regue cantat en castellà. El reguetó efectivament és un derivat del regue, un subgènere seu. El regue neix a Jamaica als anys 1970 mercès als sounds sytem que generen una fusió de gèneres nous. És un derivat al seu torn del rockstady que es popularitza ja com a regue amb Bob Marley. És a dir, és a partir de la fusió d'elements, fet característic dels sound systems jamaicans, que neix un regue més diferent cantat en castellà a Panamà. En aquest país agafa el rap i el barreja amb sons llatins. El resultat final acaba ben definit als anys 2000, però als anys 1990 el reguetó és encara molt rapejat.
Les relacions comercials entre països del Carib, així com les migracions dins el mateix Carib fan possible el trasllat de sons. Entre Puerto Rico i Panamà el reguetó va prenent forma als anys 1990. La caiguda de les dictadures i l'obertura de Panamà a una dècada menys tutelada pels EUA permet un flux de relacions més intenses entre països del Carib. Panamà hi acaba guanyant. L'ambient musical dels anys 1990 motiva al patxangueig de manera que no és gens estrany que es faça experimentacions a nivell del regue. Ningú no parla llavors de reguetó. El terme aparïx per primer cop a Puerto Rico.
Panamà és un estat amb una economia molt orientada cap a la seua capital. Prop del 90% del seu PIB prové de la capital. Això fa que altres capitals perifèriques queden menys cobertes. Colon és justament una d'aquestes. A la ciutat una colla de joves dels barris més pobres proven mitjançant la informàtica nous estils a partir del regue. Són productors amateurs. No en saben gaire de música. Però estan convençuts que la informàtica els oferix les oportunitats econòmiques que d'una altra manera no podrien. És a dir, fan servir la informàtica, amb samplers i seqüenciadors, barreges de música llatina amb regue, tot plegat amb un rerefons dancehall.
Ixen als carrers amb les tirades que són baralles de galls dedicades al reguetó. És un contingut políticament incorrecte que denuncia la pobresa a Panamà, a Puerto Rico, però també l'Imperialisme americà. És el cas de Los 12 Discípulos amb Juanito Maraña. Dins aquest ambient iniciàtic trobem a Don Omar, Nicky Jam o Wisin & Yandel. Tots es tornen les estrelles indiscutibles de la música reguetonera dels anys 2000. Nicky Jam esdevé una de les figures més escoltades als anys 2010.
En ser un paradís fiscal, els diners que circulen a les tirades permet fer avançar la poca fortuna d'aquests pioners del gènere. Quan el gènere salta a Puerto Rico, les autoritats locals ordenen la seua prohibició, però els policies preferixen no multar ningú, sempre que la tiradera haja permès pagar els suborns. Hi trobarem gent pionera com ara Calle 13, Tito El Bandido, DJ Blass, DJ Nelson, Nel Flow o DJ Flavor, fins i tot els productors Lunny Tunes. A Puerto Rico el so es barreja amb cúmbia i altres estils llatinoamericans.
A Cuba pren particularment fama gràcies a una barreja de ritmes cubans amb reguetó. El cubató (del castellà cubatón) va fent salat fins que origina grups de gran èxit als 2000 com ara Orishas (Hay un son). Colòmbia, capital de la salsa, acull el gènere amb males veus. És "masclista", és "vergonyant". Llavors la primera impressió és aquesta, però Colòmbia és la seu de la indústria de la música llatinoamericana. Tot i les crítiques inicials es van formant gèneres hibridats com el sangundueo. Medellín n'esdevé la capital. Amb Colòmbia es clou la primera etapa. El reguetó ix del cercle caribeny i s'instal·la a Amèrica Llatina.

### El reguetó clàssic
Als anys 2000 el reguetó aparïx ja com a forma definida (Latin Power, Cuchi Cuchi) i amb això es constituïx com a primer gènere de música llatina a fer la seua aparició al segle xxi. Gaudix de l'èxit que recull el Carib. La música caribenay té als anys 2000 molta força. Els estius van sovint ben plens de música procedent de l'arc caribeny. Les compilacions Disco Estrella o Caribe de la discogràfica Vale Music tendixen llavors a omplir el mercat de música llatina variada.
La unificació del mercat llatinoamericà amb l'ibèric permet al gènere saltar de continent. És França el primer país no llatí que escolta i difon per primera vegada el gènere. Progressivament el so s'expandix als països francòfons i d'aquí cap a la resta de països europeus. El tràfic de música entre Puerto Rico i els EUA fa que el reguetó arribe paral·lelament a bon port al món anglosaxó. És efectivament al Regne Unit on s'hi escolta per primera vegada el gènere.
Totes aquestes dinàmiques fan emergir el reguetó de l'anonimat i durant els anys 2000 el gènere es popularitza per primera vegada. S'ha de relativitzar així i tot aquest èxit perquè als 2000 el gènere és mal percebut de forma general pels cercles de crítics de la música. És un gènere "barroer", "indecent", "de mal gust", així mateix se'n parla a l'època. Bé que Daddy Yankee aconseguix amb Gasolina ser premiat als American Music Awards, no és un tipus de música homogeneïtzador que haja inundat tota la música llatina.
En efecte, majoritàriament la música llatina ven pop llatí, batxata o altres formes com ara la salsa. Els artistes de més èxit llavors són Shakira, Ricky Martin, Gloria Estefan, Maná, Thalía, Juanes, Carlinhos Brown, Marc Anthony o Jennifer López. Cal pensar que són estius particularment marcats pels èxits de King Àfrica. Els artistes que ixen d'Operación Triunfo encapçalen tota la música llatina. David Bisbal ven amb recompenses de diamants a tot Amèrica Llatina. Som doncs lluny del reguetó omnipresent. Tanmateix, el gènere arriba a la portada del Times i aparixen els primers èxits globals del reguetó. Prova d'això Lorna amb Papi Chulo o Daddy Yankee amb Gasolina. L'àlbum d'aquest segon artista, Barrio Fino, esgota aviat els 5 milions de còpies, en un moment tràgic degut al canvi de formats d'escolta. La música escoltada gràcies a internet popularitza la pirateria i a causa d'això les xifres del sector musical no són gaire bones.
En aquest context de crisi a la indústria de la música, el reguetó arriba a llocs inesperats com als anuncis de televisió llatinoamericans. Recorre una mica la geografia occidental com ara a Bèlgica, Suïssa, França, República Dominicana, els Països Catalans, Costa Rica, Xile, País Basc, Portugal, Dominica, els EUA, Grècia, Anglaterra, l'Argentina, Mèxic, Colòmbia, Brasil, Croàcia o Itàlia. Som lluny encara d'un abast veritablement global. El reguetó encara no s'escolta a l'Àfrica o a l'Àsia. El món anglosaxó coneix a Daddy Yankee però tampoc no sap donar més noms mentre que a la Península ibèrica i tot Amèrica Llatina, el reguetó ja comença a substituir la resta de la música llatina vora l'any 2005. Exemple de l'èxit que rep al mercat ibèrica és David Bisbal i David Bustamante, coneguts per haver eixir de la teleralitat Operación Triunfo. S'hi convertixen vora la meitat i finals de dècada.
Aquest èxit és sinònim, però, de despolitització. El reguetó havia nascut efectivament com a protesta contra la pobresa i l'Imperialisme americà. La seua popularització s'aconseguix eixint de la protesta i canviant el registre. Idea que prové de Daddy Yankee. L'artista entén aviat que per a poder eixir a totes les ràdios i televisions ha de cantar quelcom menys polèmic i substituïx el contingut polític pel sexe. El seu hit Gasolina n'és un bon exemple.

### L'auge del reguetó
Als anys 2010 el reguetó es torna hegemònic. Aconseguix menjar-se el 34% de la part del mercat. Genera llavors prop de 8.900 milions de dòlars l'any. Creix igualment un 200% a Spotify. Artistes de música pop de l'escena internacional es convertixen al reguetó. És el cas d'Ed Sheeran, Beyoncé, Little Mix, Shakira, Jennifer López o Justin Bieber. El featuring entre Katy Perry i Daddy Yankee (Con calma) és llavors la imatge de l'èxit que recull el gènere. Arriba al seu auge.
El reguetó que s'escolta en aquesta dècada ja no fa la mateixa fila que una dècada abans. El seu aburgesament l'ha afinat. Si fem una comparació entre Gasolina de Daddy Yankee (2004) i Taki Taki de DJ Snake (2018) hi veiem un canvi. El so és més abrillantat, s'hi manté l'estructura electrònica a nivell instrumental, però el so és menys brut i afegeix pop. A I Can't Get Enough de Benny Blanco amb J Balvin i Selena Gomez notem encara és diferències. La percussió característica del dembow s'hi manté però s'acompanya de melodies procedents del pop, una composició més harmoniosa, amb un acabat final més net. Selena Gomez (Baila Conmigo ft. Rauw Alejandro) acaba fins i tot la dècada afegint al reguetó una pinçada de guitarra barrejada a altres ritmes llatins. En resum, en aquesta fase d'auge, on el reguetó s'ha aburgesat, el gènere ha patit una gran evolució.
És més harmoniós, és més melòdic, entra més bé a l'orella i això és a causa de la creació d'una indústria al seu voltant. En aquesta dècada Colòmbia es torna el país de creació del reguetó mundial. Capital d'alguna manera de la indústria musical llatinoamericana, totes les discogràfiques estatunidenques hi seuen. El potencial econòmic del gènere fa que discogràfiques de gran calibre dins la indústria es dediquen a polir el reguetó per a exportar-lo.
Així el gènere viu una època d'auge apreciable en els diners que genera els seus producte derivats. L'ostentació produïx efectivament diners amb gorres, joies, samarretes, xandalls, sabates i altres productes. Els tatuatges es fan omnipresents degut al seu ús com a manera més d'ostentar. Aquesta comercialització del gènere és criticada llavors per un pioner del reguetó, Residente.
El reguetó en aquesta època substituïx completament tots els ritmes llatins i assalta la música electrònica i pop. El gosseig s'expandix a diversos gèneres musicals mentre el so ja comença a ser cantat en italià, català, francès o coreà. Adquirix l'anglès que fa servir com a sesquisme amb el castellà. Això derrota tota la lluita anti-imperialista alhora que constribuïx a passar les fronteres. Per primera vegada el reguetó se sentirà a l'Àfrica i a l'Àsia. A l'Índia se'l barreja amb banghra i a Espanya amb flamenc. Als Països Catalans el gènere es mescla amb rumba, la qual cosa dona un derivat força melòdic, el rumbató. Se'n produïx igualment per a públic infantil. És una època daurada per al gènere.
Es destaquen artistes com ara J Balvin, Maluma, Nicky Jam, Lola Índigo, Pitbull o Daddy Yankee.

### El retrocés del reguetó
Als anys 2020 el reguetó ha arribat a saturar el mercat. Per aquest motiu es desprograma i deixa de ser present fora dels països llatinoamericans. Internacionalment aparïxen gèneres més clàssics per a substituir-lo com ara la batxata (Shakira, Monotonía o Manuel Turizo, La bachata), el mambo (Rosalía, Despechá), el merengue (Manuel Turizo, El merengue o Karol G, Si antes te hubiera conocido) o la cúmbia i pop llatí (Camila Cabello, Bam bam). Algunes estrelles de la música reguetonera es convertixen al trap llatí com ara Anuel AA o Bad Bunny. A nivell llatinoamericà grans èxits dins el reguetó com ara Maluma arriben fins i tot a publicar singles marcats per la ranxera (Maluma, Contrato) mentre resorgïx el pop (Emilia i Tini, La_original.pm3) o els ritmes tropicals (Enrique Iglesias & Yotuel, Fría).
Mike Towers (La falda), fins i tot Anitta, continuen fent fortuna gràcies a un reguetó milimalista tot començar la dècada. Un exemple representatiu de com sona és el featuring entre Karol G i Shakira, TQG. Però el reguetó ja no és la norma. Es troba en decadència mentre suren ritmes com la cúmbia, el merengue o la batxata. Això s'explica pel clima cultural de l'època. L'èxit a Tik Tok i YouTube d'influencers minimalitza la música. En efecte, els videoclips comencen a editar-se en càmera súper 8. Hi ha un intent d'apropar-se al màxim a una imatge informal, d'amateurisme. Els còvers que circulen a les xarxes són amateuristes: un telèfon intel·ligent i una guitarra. L'ambient és doncs a la suavitat (Gracie Abrams, Sabrina Carpenter, Teddy Swims, Benson Boone, etc). El reguetó crida massa, la batxata és més suau. En fer la seua pausa, el membre mateix de Maneskin, Damiano David, ensucra la primavera amb tons blans (Next Summer). El ritme és tant auster que el country fa una nova aparició sota beats menys forts (Mark Ambor, Belong Together). Això d'una banda.
De l'altra, hi tenim l'èxit del  món del videojoc, que incentiva un retorn cap a la nostàlgia. Hi contribuïxen Tik Tok (èxit de My Baker de Gerry Read & Boney M) o Netflix (Kate Bush amb Runing Up That Hill retorna per la sèrie Stranger Things). A nivell cinematogràfic, els estudis preferixen apostar per valors segurs i treuren al mercat remakes d'herois o altres films ja coneguts. Netflix o Amazon Prime Video desplacen el film a favor de la sèrie i moltes d'aquestes són apostes segures, com ara treure sèries de films coneguts de tothom.
Musicalment doncs la tendència era cap al retro-pop, cosa que allunya el reguetó de l'escena musical. Es torna a la música dels 1970 (Lizzo, About Damn Time), 1980 (Yung Gravy, Betty), 1990 (Ava Max, My Head & My Heart) i 2000 (David Guetta & One Republic, I Don't Wanna Wait). El reguetó perd pistonada malgrat els intents d'adaptar-s'hi (Myke Towers, Degenere).
Paral·lelament, el mercat assistix a un nou fenomen. En alguns països europeus i nord-africans s'hi barregen els ritmes de la música tradicional i nacional amb el reguetó. És el cas d'Albània, els Països Catalans, Portugal o Algèria. D'aquesta forma el reguetó aparïx barrejat al pimba, la rumba catalana o el rai. El grup català The Tyets esdevé disc d'or, acumula 8 milions a YouTube i 66 milions d'escoltes a Spotify gràcies a una barreja de reguetó amb sardanes Coti x Coti.

## Algunes referències

### Els anys 2000
| Artista               | Cançó                     | Nació       | Artista           | Cançó              | Nació                |
| --------------------- | ------------------------- | ----------- | ----------------- | ------------------ | -------------------- |
| Lorna                 | Papi Chulo                | Panamà      | Nicki Jam         | El Amante          | República Dominicana |
| Tempo                 | Ahora sí mamita           | Panamà      | Ken ft. Nicki Jam | Ton ton ton        | República Dominicana |
| Jimmy Bad Boy         | Si pudiera estar con ella | Panamà      | Tego Calderón     | Dominicana         | República Dominicana |
| La Factoría           | Ya no hacemos el amor     | Panamà      | Magic Juán        | Mil horas          | República Dominicana |
| Alexis ft. Fido       | Eso... ¡Eh!               | Puerto Rico | David Bustamante  | Devuélveme la vida | Espanya              |
| Magnate ft. Valentino | Ya lo sé                  | Puerto Rico | David Bisbal      | Torre de Babel     | Espanya              |
| Héctor el Bambino     | Noche de travesura        | Puerto Rico | Zona Pietra       | ¿Qué tiene ella?   | Colòmbia             |
| Plan B                | Si no te contesto         | Puerto Rico | Lucuao Reggaeton  | Poputona           | Colòmbia             |
| Héctor el Father      | Sola                      | Puerto Rico | TNT               | Sigue el ritmo     | Perú                 |
| Calle 13              | Atrévete                  | Puerto Rico | Blad MC           | El tren            | Cuba                 |
| Wisin ft. Yandel      | En la disco bailoteando   | Puerto Rico | El médico         | Chupa chupa        | Veneçuela            |
| Don Omar              | Pobre diabla              | Puerto Rico |                   |                    |                      |
| Tego Calderón         | Pa que te retozen         | Puerto Rico |                   |                    |                      |

### Els anys 2010
| Artista                                | Cançó             | Nació                | Artista                        | Cançó            | Nació           |
| -------------------------------------- | ----------------- | -------------------- | ------------------------------ | ---------------- | --------------- |
| Baby K                                 | Roma-Bangkok      | Itàlia               | Lola Índigo                    | Maldición        | Espanya         |
| Luis Fonsi ft. Daddy Yankee            | Despacito         | Puerto Rico          | Aitana ft. Ana Guerra          | Lo Malo          | Espanya         |
| Bad Bunny ft. Drake                    | MÍA               | EUA                  | Ana Guerra                     | Bajito           | Espanya         |
| Daddy Yankee                           | Qué tire pa lante | Puerto Rico          | Juán Magán ft. Ana Guerra      | Ni la hora       | Espanya         |
| Katy Perry ft. Daddy Yankee            | Con calma         | EUA                  | Rosalía                        | Con altura       | Països Catalans |
| Anuel AA ft. Daddy Yankee              | China             | Puerto Rico          | The Tyets                      | Bebesita         | Països Catalans |
| Karol G ft. Nicky Minaj                | Tusa              | Trinitat i Tobago    | Lola Índigo ft. Rvfv           | Trendy           | Espanya         |
| Luis Fonsi ft. Demi Lovato             | ¡Échame la culpa! | Puerto Rico          | Shakira ft. Maluma             | Chantaje         | Colòmbia        |
| Jason Derülo ft. Sofía Reyes           | 1, 2, 3           | Mèxic                | Maluma                         | Felices los 4    | Colòmbia        |
| Major Lazer ft. Anitta & Pabllo Vittar | Sua cara          | Brasil               | J Balvin ft. Nicky Jam         | X                | Colòmbia        |
| Anitta                                 | Medicina          | Brasil               | J Balvin ft. Beyoncé           | Mi Gente         | EUA             |
| CNCO ft. Little Mix                    | Reggaetón lento   | Anglaterra           | Juanes                         | Pa dentro        | Colòmbia        |
| Simone & Simaria ft. Laura Pausini     | Novo              | Itàlia               | Sebastian Yatra ft. Luis Fonsi | Date la vuelta   | Argentina       |
| Nicky Jam                              | Hasta el amanecer | República Dominicana | Sebastián Yatra                | Traicionera      | Argentina       |
| Becky G ft. Ana Mena                   | Ya es hora        | EUA                  | Natti Natasha ft. Ozuna        | Criminal         | Puerto Rico     |
| David Carreira ft. Negro do Borel      | Minha cama        | Portugal             | Rosalía ft. Ozuna              | Yo x ti, tú x mi | Països Catalans |
| David Guetta ft. Bbe Rexa              | Say my name       | França               | Ed Sheeran ft. Justin Bieber   | I don't care     | EUA             |

### Els anys 2020
| Artista                    | Cançó                | Nació           |
| -------------------------- | -------------------- | --------------- |
| Rosalía ft. Rauw Alejandro | Beso                 | Països Catalans |
| Shakira ft. Karol G        | TQG                  | Colòmbia        |
| Lola Índigo ft. Quevedo    | El tonto             | Espanya         |
| Alvert                     | Crema catalana       | Països Catalans |
| Scorpio                    | Les nenes presumides | Països Catalans |
| Laura Gibert               | Ni la moto           | Països Catalans |
| Tiago PZK                  | Traductor            | Argentina       |
| Bad Bunny                  | Tití me preguntó     | Puerto Rico     |
| Anuel AA ft. Shakira       | Me gusta             | Puerto Rico     |
| Luis Fonsi ft. Hiba Tawaji | ¿Qué será, será?     | Líban           |
| Ronela Hajati              | Sekret               | Albània         |
| Anitta                     | Envolver             | Brasil          |
| ZETAK ft. Bomba Estéreo    | Zoriontasuna         | País Basc       |
| FeiD ft. ALT Jacob         | Luna                 | Colòmbia        |